# Peugeot 206 WRC
La Peugeot 206 WRC è una versione sportiva della Peugeot 206, specificatamente progettata per partecipare al Campionato del mondo rally, campionato in cui ha gareggiato dal 1999 al 2003 vincendo due volte il titolo piloti con Marcus Grönholm (2000 e 2002), tre volte quello costruttori (2000-2002).

## Storia
Ha partecipato a cinque edizioni del mondiale WRC ottenendo cinque titoli mondiali e vincendo 24 prove del mondiale rally stesso, 15 con Marcus Grönholm, il quale si è laureato due volte campione del mondo. Era equipaggiata con un 2000 turbo in grado di erogare 300 cavalli. Le prestazioni erano sorprendenti per un'auto così leggera infatti accelerava da 0-100 in appena 4 secondi per una velocità massima di circa 220 km/h. Poi le prestazioni cambiavano a seconda della messa a punto del cambio per i vari tracciati.

## Palmarès
- 3 Campionato del mondo marche, (2000, 2001 e 2002)
- 2 Campionati del mondo piloti, Marcus Grönholm (2000 e 2002)

### Vittorie

#### WRC
| N° | Anno | Evento                                                | Pilota          | Navigatore        |
| -- | ---- | ----------------------------------------------------- | --------------- | ----------------- |
| 1  | 2000 | 49° International Swedish Rally                       | Marcus Grönholm | Timo Rautainen    |
| 2  | 2000 | 31° Propecia Rally New Zealand                        | Marcus Grönholm | Timo Rautainen    |
| 3  | 2000 | 50° Neste Rally Finland                               | Marcus Grönholm | Timo Rautainen    |
| 4  | 2000 | 44° V-Rally Tour de Corse - Rallye de France          | Gilles Panizzi  | Hervé Panizzi     |
| 5  | 2000 | 42° Rallye Sanremo - Rallye d'Italia                  | Gilles Panizzi  | Hervé Panizzi     |
| 6  | 2000 | 13° Telstra Rally Australia                           | Marcus Grönholm | Timo Rautainen    |
| 7  | 2001 | 50° International Swedish Rally                       | Harri Rovanperä | Risto Pietiläinen |
| 8  | 2001 | 37° Rallye Catalunya - Costa Brava - Rallye de España | Didier Auriol   | Denis Giraudet    |
| 9  | 2001 | 51° Neste Rally Finland                               | Marcus Grönholm | Timo Rautainen    |
| 10 | 2001 | 43° Rallye Sanremo - Rallye d'Italia                  | Gilles Panizzi  | Hervé Panizzi     |
| 11 | 2001 | 14° Telstra Rally Australia                           | Marcus Grönholm | Timo Rautainen    |
| 12 | 2001 | 57° Network Q Rally of Great Britain                  | Marcus Grönholm | Timo Rautainen    |
| 13 | 2002 | 51° Uddeholm Swedish Rally                            | Marcus Grönholm | Timo Rautainen    |
| 14 | 2002 | 46° Tour de Corse - Rallye de France                  | Gilles Panizzi  | Hervé Panizzi     |
| 15 | 2002 | 38° Rally Catalunya - Costa Brava - Rally de España   | Gilles Panizzi  | Hervé Panizzi     |
| 16 | 2002 | 30° Cyprus Rally                                      | Marcus Grönholm | Timo Rautainen    |
| 17 | 2002 | 52° Neste Rally Finland                               | Marcus Grönholm | Timo Rautainen    |
| 18 | 2002 | 44° Rallye Sanremo - Rallye d'Italia                  | Gilles Panizzi  | Hervé Panizzi     |
| 19 | 2002 | 33° Propecia Rally New Zealand                        | Marcus Grönholm | Timo Rautainen    |
| 20 | 2002 | 15° Telstra Rally Australia                           | Marcus Grönholm | Timo Rautainen    |
| 21 | 2003 | 52° Uddeholm Swedish Rally                            | Marcus Grönholm | Timo Rautainen    |
| 22 | 2003 | 34° Propecia Rally New Zealand                        | Marcus Grönholm | Timo Rautainen    |
| 23 | 2003 | 23° YPF Rally Argentina                               | Marcus Grönholm | Timo Rautainen    |
| 24 | 2003 | 39° Rally Catalunya - Costa Brava - Rally de España   | Gilles Panizzi  | Hervé Panizzi     |

#### ERC
| N° | Anno | Evento                                                        | Pilota              | Navigatore                |
| -- | ---- | ------------------------------------------------------------- | ------------------- | ------------------------- |
| 1  | 2000 | 23° Rallye Rota do Vidro - Centro de Portugal                 | Adruzilo Lopes      | Luís Lisboa               |
| 2  | 2001 | 44° Boucles de Spa                                            | Kris Princen        | Dany Colebunders          |
| 3  | 2001 | 25° Rally 1000 Miglia                                         | Renato Travaglia    | Flavio Zanella            |
| 4  | 2001 | 24° Rajd Krakowski                                            | Krzysztof Hołowczyc | Maciej Wisławski          |
| 5  | 2001 | 19° Rallye Internacional de La Coruña                         | Luis Monzón         | José Carlos Déniz         |
| 6  | 2001 | 35° Rally del Salento                                         | Renato Travaglia    | Flavio Zanella            |
| 7  | 2001 | 29° Rally della Lana                                          | Renato Travaglia    | Flavio Zanella            |
| 8  | 2001 | 42° Rali Vinho da Madeira                                     | Adruzilo Lopes      | Luís Lisboa               |
| 9  | 2001 | 15° International Michelin Budapest Rallye                    | János Tóth Jr.      | Imre Tóth                 |
| 10 | 2001 | 37° Rally Alpi Orientali                                      | Renato Travaglia    | Flavio Zanella            |
| 11 | 2001 | 24° Rallye Rota do Vidro - Centro de Portugal                 | Adruzilo Lopes      | Luís Lisboa               |
| 12 | 2002 | 25° Rally del Ciocco e Valle del Serchio                      | Renato Travaglia    | Flavio Zanella            |
| 13 | 2002 | 26° Rally 1000 Miglia                                         | Renato Travaglia    | Flavio Zanella            |
| 14 | 2002 | 30° Rally di San Marino                                       | Andrea Aghini       | Dario d'Esposito          |
| 15 | 2002 | 36° Rally del Salento                                         | Renato Travaglia    | Flavio Zanella            |
| 16 | 2002 | 38° Ypres Westhoek Rally                                      | Bruno Thiry         | Stéphane Prévot           |
| 17 | 2002 | 22° Rallye Internazionale San Martino di Castrozza e Primiero | Renato Travaglia    | Flavio Zanella            |
| 18 | 2002 | 43° Rali Vinho da Madeira                                     | Andrea Aghini       | Loris Roggia              |
| 19 | 2002 | 16° Int. Michelin Budapest Rallye                             | János Tóth Jr.      | Imre Tóth                 |
| 20 | 2002 | 27° Achaia ELPA Rally                                         | Renato Travaglia    | Flavio Zanella            |
| 21 | 2002 | 24° Rally Internazionale di Messina                           | Maurizio Ferrecchi  | Gianfranco Imerito        |
| 22 | 2002 | 32° Barum Rally Zlín                                          | Renato Travaglia    | Flavio Zanella            |
| 23 | 2002 | 22° Rajd Karkonoski                                           | Leszek Kuzaj        | Erwin Mombaerts           |
| 23 | 2002 | 25° Rallye Rota do Vidro - Centro de Portugal                 | Miguel Campos       | Carlos Magalhães          |
| 24 | 2002 | 37° Rallye d'Antibes - Azur                                   | Renato Travaglia    | Flavio Zanella            |
| 25 | 2002 | 29° Rallye du Condroz-Huy                                     | Bruno Thiry         | Stéphane Prévot           |
| 26 | 2003 | 38° Mogul Šumava Rallye                                       | Roman Kresta        | Miloš Hůlka               |
| 27 | 2003 | 27° Rally 1000 Miglia                                         | Miguel Campos       | Carlos Magalhães          |
| 28 | 2003 | 27° Rally de Canarias - El Corte Inglés                       | Miguel Campos       | Carlos Magalhães          |
| 29 | 2003 | 32° Tofaş Rally Turkey                                        | Bruno Thiry         | Jean-Marc Fortin          |
| 30 | 2003 | 60° Rajd Polski                                               | Miguel Campos       | Carlos Magalhães          |
| 31 | 2003 | 34° Rally Bulgaria Albena                                     | Bruno Thiry         | Jean-Marc Fortin          |
| 32 | 2003 | 39° Ypres Westhoek Rally                                      | Bruno Thiry         | Jean-Marc Fortin          |
| 33 | 2003 | 23° Rallye Internazionale San Martino di Castrozza e Primiero | Claudio De Cecco    | Giovanni Battista Campeis |
| 34 | 2003 | 44° Rali Vinho da Madeira                                     | Miguel Campos       | Carlos Magalhães          |
| 35 | 2003 | 17° Int. Michelin Budapest Rallye                             | János Tóth Jr.      | Imre Tóth                 |
| 36 | 2003 | 39° Rally Alpi Orientali                                      | Claudio De Cecco    | Alberto Barigelli         |
| 37 | 2003 | 22° Rally Costa Smeralda Terra Sarda                          | Harri Rovanperä     | Risto Pietiläinen         |
| 38 | 2003 | 28° Achaia ELPA Rally                                         | Bruno Thiry         | Jean-Marc Fortin          |
| 39 | 2003 | 38° Rallye International d'Antibes - Rallye d'Azur            | Bruno Thiry         | Jean-Marc Fortin          |
| 40 | 2003 | 30° Rallye du Condroz-Huy                                     | Freddy Loix         | Sven Smeets               |

## La Peugeot 206 WRC nei media
- In ambito videoludico, la 206 WRC compare nel simulatore di guida Gran Turismo 4.[2]